# Richard Ratfisch

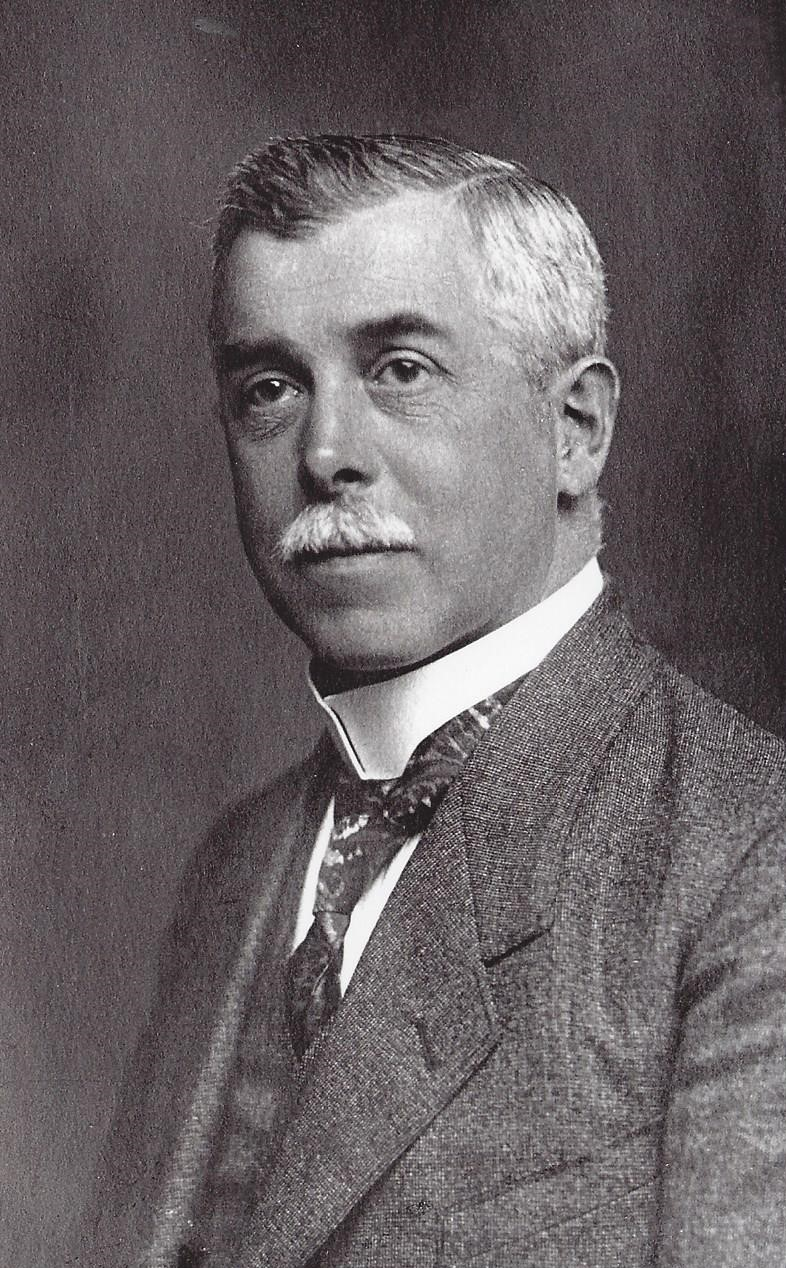
Richard Ratfisch

Richard Ratfisch (* 16. Januar 1872 in Schwerin; † 29. August 1956 ebenda) war ein deutscher Juwelier.

## Leben
Ratfisch war gelernter Silberschmied. 1896 eröffnete er in der Friedrichstraße 7 (Schwerin) ein Juweliergeschäft. 1908 kaufte er den Titel Hofjuwelier. Er führte das Geschäft bis 1952. Von den beiden Söhnen übernommen, wurde es 1972 an den Juwelier und Goldschmied Wilfried  Nothdurft übergeben. Er führt es noch heute.

## Dominakreuze

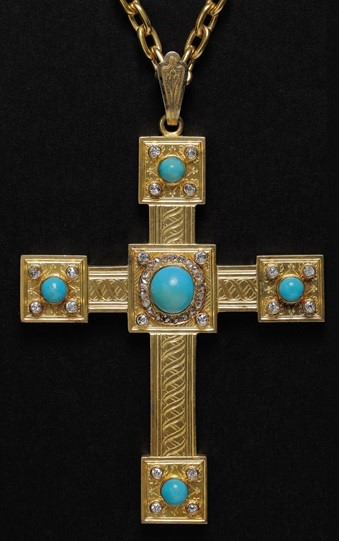
Dominakreuz (Dobbertin)

Im Auftrag des Herzogs fertigte Ratfisch ein Amtskreuz für die Domina des Klosters zum Heiligen Kreuz in Rostock. Johann Albrecht selbst verlieh es ihr am 5. Juli 1900.
Am 25. Juli 1900 verlieh er auch der Domina des Klosters Dobbertin ein goldenes Amtskreuz. Die goldene Kette stiftete Herzogin Elisabeth.
Entworfen und gefertigt ist das Kreuz von Richard Ratfisch. Es besteht aus 585er Gold und ist mit der Kette 111,2 g schwer. Ohne Öse 9,2 cm hoch und 6,7 cm breit, trägt es einen größeren und vier kleinere Türkis sowie 20 mittlere und 21 kleinere Brillanten. Die letzte Trägerin war Auguste von Pressentin. Gegen sie intrigierte Agnes von Bülow, die 1938 von den Nationalsozialisten eingesetzt worden war. Auguste von Pressentin wurde abgelöst, das Amtskreuz nicht mehr verliehen. In jahrelangen Recherchen klärte Horst Alsleben den Verbleib des Kleinods: Die Domina überließ das Kreuz der Mecklenburgischen Ritterschaft in Rostock zu treuen Händen. Die Geheime Staatspolizei beschlagnahmte es 1939. Über das Staatsministerium gelangte es am 21. März 1939 in das Landesmuseum Schwerin. Es wurde im Zweiten Weltkrieg nach Grasleben ausgelagert und danach in Schloss Celle untergebracht. Im Herbst 1961 kam es nach Schwerin zurück. Es fand sich 2006 in den kunsthandwerklichen Sammlungen des Staatlichen Museums Schwerin.